# Hugo I van Cyprus
Hugo I van Cyprus, uit het huis Lusignan (1194/1195 - Tripoli, 10 januari 1218) was koning van Cyprus vanaf 1 april 1205. Zijn ouders waren Amalrik I van Cyprus en Eschiva d'Ibelin, erfdochter van de Iblin familie die Bethsan en Ramalah hielden.
Hugo kwam in 1205, op 11-jarige leeftijd, op de troon toen zijn vader dat jaar overleed. In september 1210 trouwde hij met zijn stiefzuster Alice, een dochter van Isabella van Jeruzalem en haar derde echtgenoot, Hendrik II van Champagne. Amalrik, Hugo's vader, was Isabella's vierde echtgenoot geweest.
Hugo kreeg drie kinderen met Alice:
- Maria van Lusignan (1215-1254), gehuwd met Wouter IV van Brienne in 1233 (1200- vermoord in Cairo in 1244). Ze was de moeder van Hugo van Brienne (1240-1296), die graaf van Lecce en Brienne was en land na joeg in het Heilige land.
- Isabella van Lusignan (1216-1264), gehuwd met Hendrik van Antiochië (1200-1276), en de moeder was van de latere koning Hugo III van Cyprus.
- Hendrik I van Lusignan (1217-1253).

Hugo overleed op 24-jarige leeftijd in Tripoli, vlak na de huwelijksceremonie van zijn halfzuster Mélissende met Bohemund IV van Antiochië. Hij werd later bijgezet in Nicosia. Zijn zoon Hendrik volgde hem op als koning van Cyprus.